# Tomasz Konatkowski
Tomasz Konatkowski (ur. 1968 w Wołominie) – polski pisarz i tłumacz.

## Życie i twórczość
Absolwent VIII Liceum Ogólnokształcącego im. Władysława IV w Warszawie. Studiował fizykę i informatykę na Uniwersytecie Warszawskim. Od 1991 roku pracował jako programista i analityk.
Zajmuje się tłumaczeniami oraz redakcją tekstów specjalistycznych. W karierze literackiej zadebiutował powieścią Przystanek Śmierć wydaną w 2007 roku, która rozpoczyna cykl warszawskich kryminałów z komisarzem Adamem Nowakiem, nominowaną do Nagrody Wielkiego Kalibru dla najlepszej powieści kryminalnej i sensacyjnej 2007 roku. Przetłumaczono ją na język niemiecki i włoski. Rok później ukazała się druga część cyklu – Wilcza wyspa – również nominowana do Nagrody Wielkiego Kalibru. Na początku 2010 roku ukazała się trzecia część przygód komisarza Nowaka – Nie ma takiego miasta, w której akcja nie dzieje się już tylko w Warszawie, ale także w Londynie. W 2015 ukazała się kolejna część przygód komisarza Nowaka – Bazyliszek, której akcja toczy się w 2011 roku.
Tomasz Konatkowski mieszka pod Warszawą.

## Powieści
- Przystanek Śmierć (2007, Wydawnictwo W.A.B.)[2]
- Wilcza wyspa (2008, Wydawnictwo W.A.B.)[3]
- Nie ma takiego miasta (2010, Wydawnictwo W.A.B.)[4]
- Bazyliszek (2015, Wydawnictwo W.A.B.)[5]
- Pięć czaszek (2017, Wydawnictwo W.A.B.)[6]

## Przekłady
- Deklaracja (2010, autor: Gemma Malley)[7]
- Jack Lennon 1. Duchy Belfastu (2012, autor: Stuart Neville)[8]